# برنار بکاس
برنار بکاس (فرانسوی: Bernard Becaas‎; ۲۳ مهٔ ۱۹۵۵ – ۲۵ اوت ۲۰۰۰) دوچرخه‌سوار اهل فرانسه بود.
از باشگاه‌هایی که در آن رکاب زده‌است می‌توان به تیم دوچرخه‌سواری رنو اشاره کرد.